# Jean Jové
Pour les articles homonymes, voir Jové.
Jean Jové, né le 21 janvier 1876 à Barcelone et mort le 4 décembre 1957 à Pau, est un photographe d'origine espagnole, naturalisé français en 1931.

## Biographie
Né à Barcelone en 1876 dans une famille de modestes commerçants, Juan Francisco Antonio Jové fait son apprentissage à l’école des beaux-arts de sa ville natale. En 1903, il part en France. Il s’installe d’abord à Épinal, dans les Vosges, rejoint Châteauroux, puis Limoges, en 1908, où il gagne sa vie comme photographe ou dessinateur lithographe, réalisant des reportages pour L’Illustration ou Le Touring Club de France. Des documents anciens rappellent que Jové utilisait une sorte de logotype évoquant un smiley, poussant certains à faire du photographe l'inventeur de ce type de dessins,.
En 1920, il part avec femme et enfants à Pau, où il ouvre un magasin-atelier, rue du Maréchal Joffre. Inventeur, bricoleur, passionné de technique, il devient surtout le reporter attitré du Pau de l’entre-deux-guerres, fixant dans son objectif toutes les manifestations et les personnalités de l’époque.
En 1931, il est naturalisé français et crée son propre journal, Pau sous l’objectif, qui n’aura qu’une courte existence. Six ans plus tard, il fonde le premier « Club photo béarnais ». Sensible au paysage pyrénéen, il s’est particulièrement illustré dans les photographies de montagne, diffusées par la carte postale.

## Collections, musées
Un fonds Jean Jové est conservé à la Bibliothèque Francophone Multimédia de Limoges. Il est est composé d'environ 160 photographies sur plaques de verres. Ces photographies sont majoritairement des paysages limousins, vues du Mont-Blanc (expédition de 1918), paysages divers comme Paris, Normandie, Loire ...

## Galerie

### Orientations bibliographiques
- Mme Chauveau-Jové, Mon père Jové, pèlerin de l’image, Pau, Marrimpouey Jeune, 1975.
- Dominique Dussol, Pau Art déco, éd. Le Festin, 2011.